# Realismul în relațiile internaționale
Realism și Neorealism

Idealism, Liberalism și Neoliberalism

Marxism și Teoria dependenței

Funcționalism și Neofuncționalism 

Teoria critică  și Constructivism

Realismul conține o mare varietate de teorii ale relațiilor internaționale . Aceste diverse teorii pornesc toate de la premisa că statele sunt motivate în acțiunile lor de interese de putere și securitate și mai puțin de idealuri . Conform teoriei realiste, statele acționează rațional , evaluând situțiile și luând decizii în scopul păstrării sau creșterii puterii și securității .

## Teorie

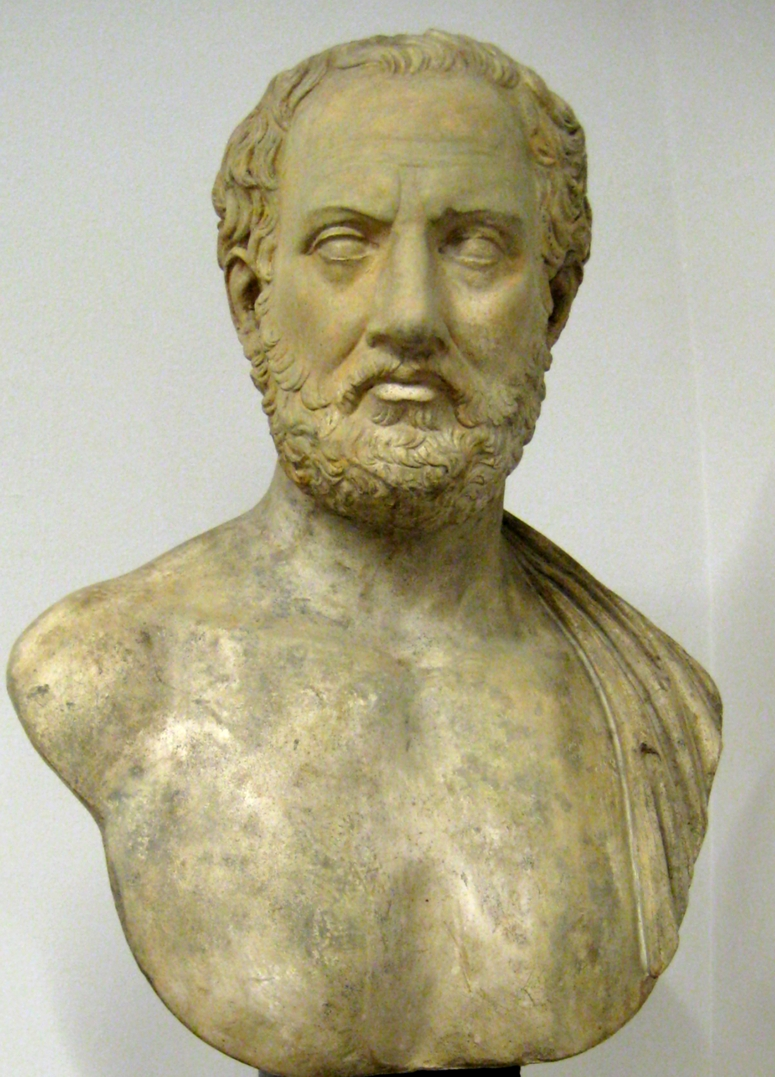
Thucydides

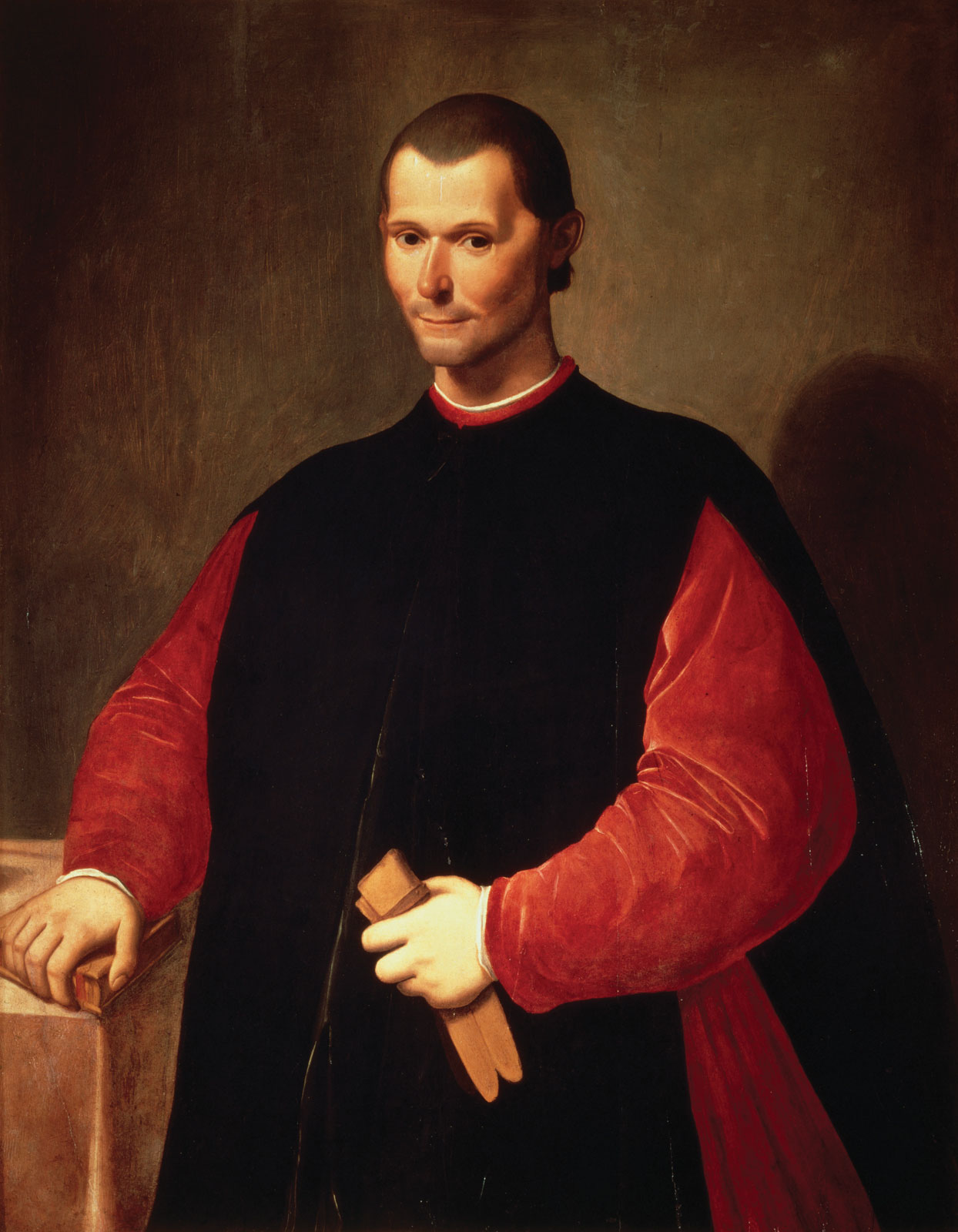
Niccolò Machiavelli

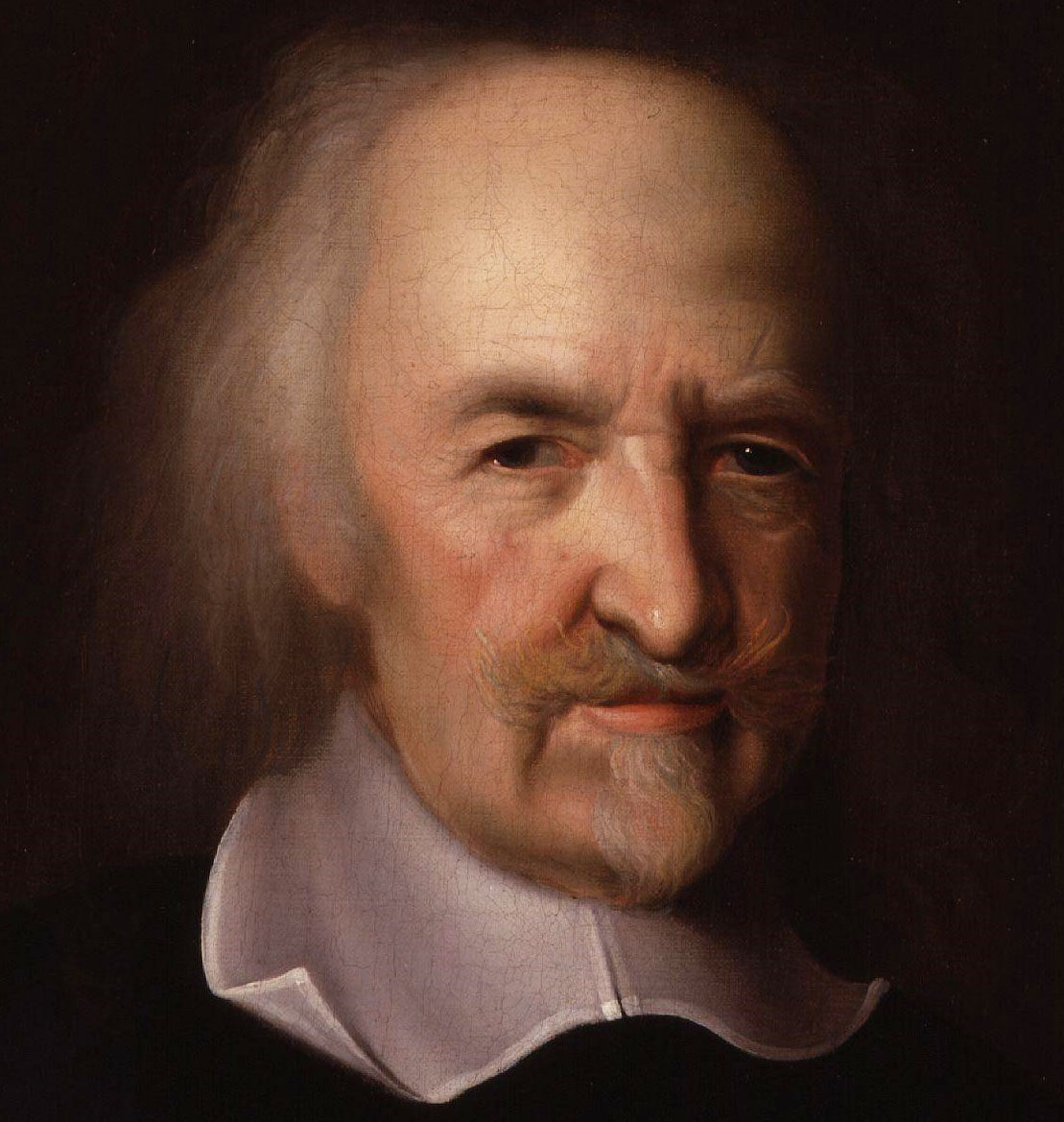
Thomas Hobbes

Realismul este un mod de gândire rațional, opus liberalismului, pornind de la premisa că principalul interes al statelor este supraviețuirea în cadrul unui sistem internațional anarhic. Statul caută în permanență menținerea și sporirea puterii, și securitatea în raport cu alte state. Realismul politic și-a făcut apariția în timpul istoricului grec, Tucidide , care a scris lucrarea "Istoria războiului peloponesiac", un conflict pe care îl prezintă obiectiv, imparțial, un război în care Atena și Sparta luptă pentru dominația asupra Greciei. Războiul Peloponesiac a izbucnit din cauza creșterii puterii Atenei, care a îngrijorat Sparta cu privire la posibilitatea obținerii supremației militare și economice, precum și la distribuția inegală a puterii. Un episod important din această perioadă este "dialogul melian", care descrie poziția insulei Melos în conflictul dintre Atena și Sparta. Insula Melos, care se declarase neutră, în realitate susținea financiar Sparta. Atenienii au atacat-o și după un masacru au cucerit-o. Acțiunea Atenei față de un teritoriu neutru este una dintre cele mai vechi relatări ale încălcării normelor juridice internaționale. 
O altă temă fundamentală pentru realism este "Principele" scris de Niccolo Machiavelli, lucarea fiind un manual pentru liderii politici, cuprinzând sfaturi, întărite de exemple, referitoare la cucerirea unui teritoriu, precum și la menținerea și întărirea autorității în interiorul acestuia și gestionarea relațiilor cu alte state. "Principele" susține o serie de principii ca apararea cât mai multor teritorii, menținerea de relații bune cu puterile mici și refuzarea colaborării cu marile puteri, auto-sprijinul fiind preferabil în locul alianțelor. Machiavelli a fost criticat pentru controversatele principii expuse în spiritul ideii de moralitate ce poate fi abandonată pentru interesele statului și menținerea puterii sale. Influențele clasice ale realismului în cadrul relațiilor internaționale apar și în opere ca "Arta războiului" de Sun Tzu, "Leviatanul" de Thomas Hobbes sau "Despre Război" de Carl von Clausewitz.

## Premise ale teoriei

Razboiul Peloponesiac

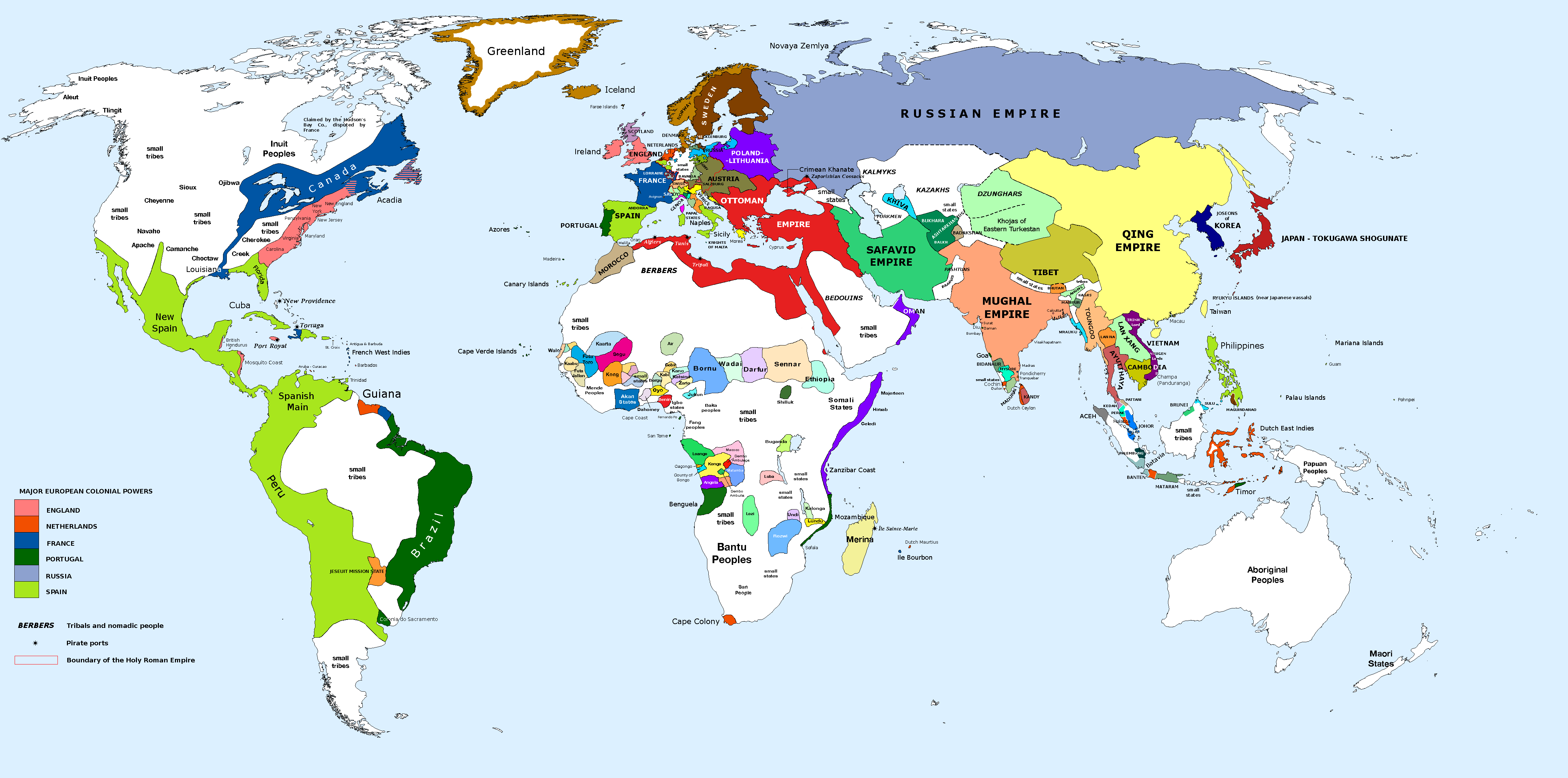
Harta lumii in secolul XVIII

Bazele militare americane in lume

- Sistemul internațional este anarhic. În absența unei Autorități Centrale care să regularizeze raporturile dintre state; Statele în relațiile dintre ele urmăresc să își conserve suveranitatea.
- Supraviețuirea lor într-un sistem anarhic este principarea preocupare a statelor.
- Statele sunt actori raționali și unitari și își urmăresc propriile interese adică supraviețuirea. Supraviețuirea se realizează printr-un sistem de alianțe.
- Urmărind „interesul național”, statele își obțin securitatea națională și supraviețuirea.

Realiștii consideră că omenirea nu este deloc binevoitoare, ci mai degrabă auto-centrată și competitivă, perspectiva care este împărtășită și de teoriticieni ca Thomas Hobbes, considerând că natură umană este egocentrică și conflictuală . Este eliminată ideea că natură intuitivă a unei persoane este anarhică. 
În privința auto-interesului, persoanele sunt de sine-stătătoare și motivate în căutarea maximizării puterii, considerate fricoase, idee care se află în contrast cu liberalismul în relațiile internaționale. 
Statul subliniază interesul de a acumula energie și forță pentru a-și asigura securitatea într-o lume anarhică. Puterea este un concept gândit în termeni de resurse materiale necesare pentru a induce prejudicii sau a constrânge alte state pentru a lupta și a câștigă respectivele lupte. Utilizarea puterii pune accentul pe tactici coercitive ce sunt acceptabile pentru atingerea unui scop în interesul național sau de a evita obstacolele ce împiedică interesul național. 
Teoria realistă se concentrează pe rolul statului ca cel mai important actor în relațiile internaționale, considerându-l ca fiind unitar și autonom. Puterea statului este definită prin capacitățile sale militare și este analizată prin prisma distribuției internaționale a puterii într-un sistem de polaritate. Realismul prevede că statele se vor alia pentru a opune hegemonia în sistemul unipolar, în timp ce în sistemul multipolar sau bipolar, statele caută să obțină hegemonia pentru a-și asigura propria securitate.  
Statele folosesc modelul rațional de luare a deciziilor prin obținerea și aplicarea informațiilor complete și exacte, statul fiind suveran și ghidat de un interes național. 
Sistemul internațional este anarhic, neexistând nicio autoritate internațională sau o putere divină, astfel statele sunt lăsate pe cont propriu pentru a-și asigura propria securitate.

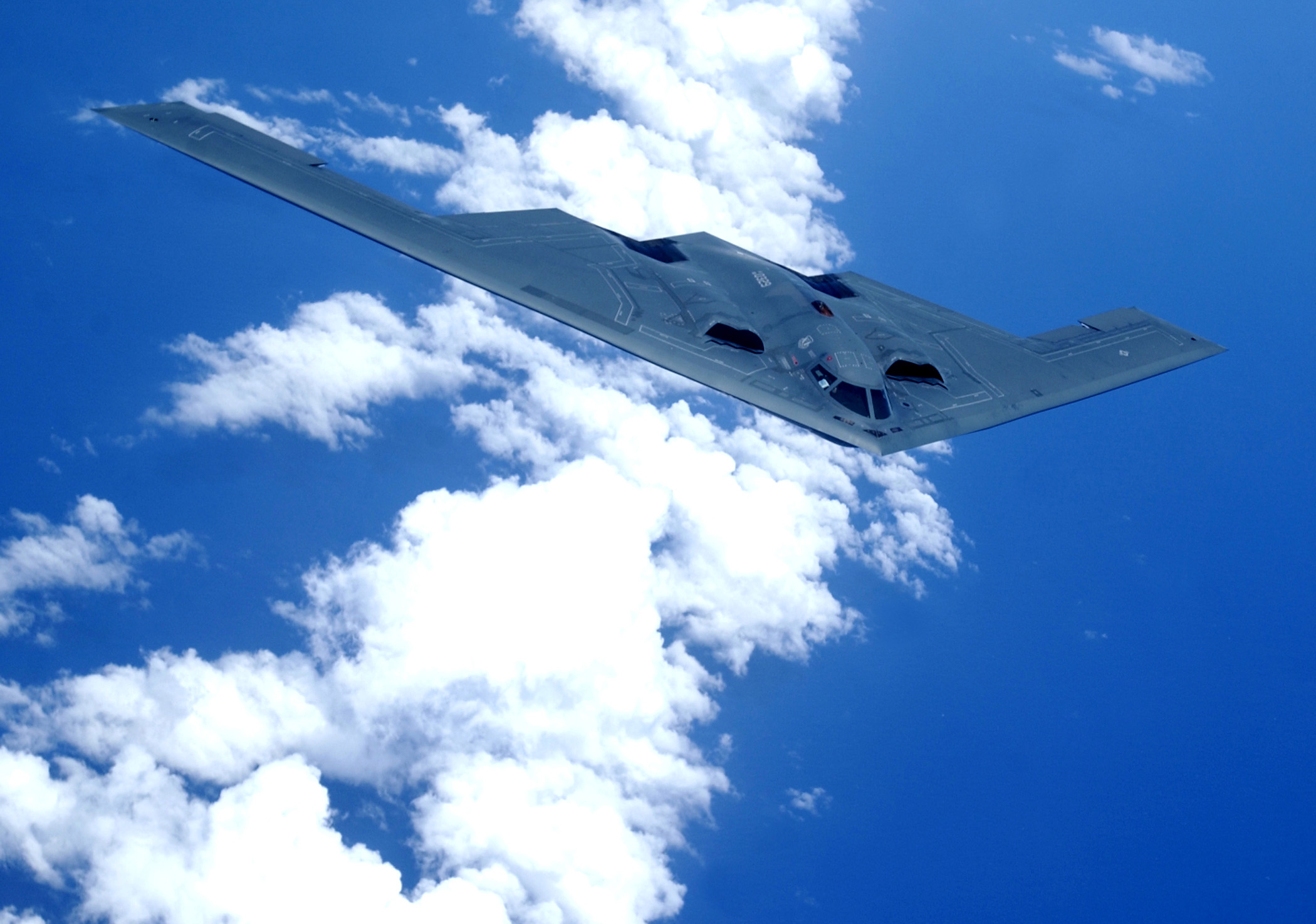
B2 spirit

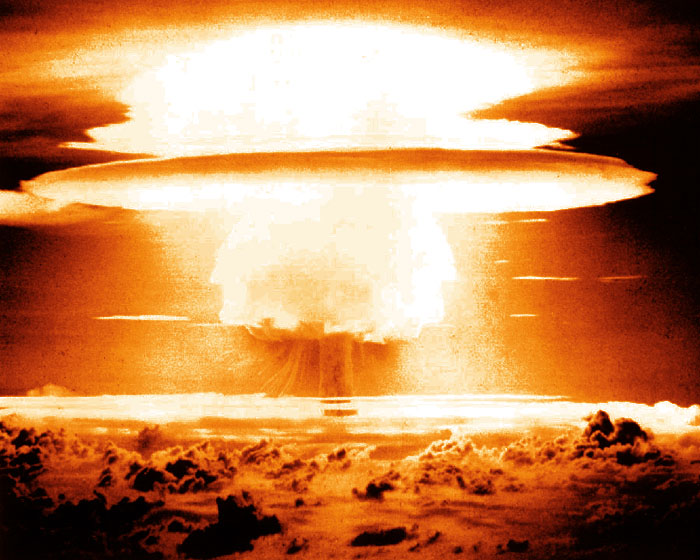
Castle Bravo

Realiștii consideră că statele suverane sunt principalii actori ai sistemului internațional , o atenție specială fiind acordată competențelor căci acestea au cea mai mare influență pe scenă internațională. 
Instituțiile internaționale, organizațiile non-guvernamentale, corporațiile multinaționale, persoanele fizice și alte sub-state sunt văzute ca având o influență independentă redusă. Statele sunt inerent agresive (realism ofensator) și obsedate de propria siguranță (realism defensiv), iar expansiunea teritorială este limitată doar de puterile opuse. 
Cu toate acestea, se ajunge la o dilema privind securitatea căci creșterea securității poate duce către instabilitate atunci când o putere opusă își fabrică propriile arme ca un răspuns (cursa înarmărilor). Securitatea devine astfel nulă. 
Realiștii cred că nu există principii universale cu care toate statele se pot ghida în acțiunile lor. În schimb, un stat trebuie să fie întotdeauna conștient de acțiunile statelor din jurul lui și trebuie să se utilizeze o abordare pragmatică pentru rezolvarea problemelor.

## Realism versus neorealism
Realismul politic este o teorie care se actualizează constant. Discursul realist poate fi valabil în sensul aplicării lui. După încheierea Războiului Rece, gânditorii realismului politic interpretează altfel dinamică internațională, făcându-și apariția "neorealismul" sau "realismul structural". 
Realismul clasic are în vedere natura anarhică a sistemului, elementul central fiind statul-națiune.Neorealiștii susțin că nu de la natură rea a omului pornesc problemele sistemului, ci de la structura sa.Această viziune structurală a realismului a fost alimentată de modificările de după încheierea Războiului Rece, un îndemn de a părăsi zona ideatică și e a se concentra pe structura sistemului.Neorealiștii sunt mai aplicați pe aspecte de politică externă și pe proiecție, încerca să construiască o aritmetică a sistemului din care să extragă semnificații mari, dincolo de ce poate oferi sistemul. 
Kenneth Waltz susține că neorealismul este în contrast cu cel clasic, făcând distincție între factorii care creau probleme în sistemul internațional, pentru a-i aborda din punct de vedere intelectual. Neorealismul identifica sistemul internațională că un întreg, cu sisteme structurale diferite și se încearcă astfel stabilirea autonomiei fiecărei unități, urmând să analizeze modul de funcționare pentru a se ajunge la o concluzie, apărând astfel un nou concept: structura de sistem. 
"Kenneth Waltz – Theory of international politics" este lucrarea definitorie pentru realismul structural. 
Elementele esențiale ale modului de raportare la realitatea internațională au rămas viabile, doar că în realismul de tip structural se accentuează elemente cuprinse în realismul clasic: actorii internaționali nu diferă în obiective, poziționare internațională, nu se subordonează etic, fiind diferit în privința capacităților. 
Repartizarea acestor capacități la nivelul statelor oferă structura sistemului. 
Există două categorii de eforturi menite să întărească capacitățile: eforturile interne economice și financiare și cele externe ce vizează mărirea capacităților prin adăugarea altora prin intermediul alianțelor. 
Neorealismul a dezvoltat o introspecție aplicată în dinamica denumită cooperare internațională. Frica este un coagulant al capabilităților și poziționării statelor în sistemul internațional, ca statele care dețin arme de distrugere în masă. Unele elemente ale relațiilor dintre state nu sunt la vedere, iar statele care înșală sunt denumite state brigante sau "rock state".

## SUA despre realismul politic
Realismul este o teorie pesimistă care susține că omenirea se află într-o competiție aspră. Realiștii se resemnează, asemeni lui Hans Morgenthau, care susține că "nu există o scăpare de răul puterii, orice am face". Americani însă consideră că efortul individual poate rezolva problemele și nu agreează ideea că războiul va persista indiferent ce am face pentru a-l elimina. 
Realismul consideră că războiul este inevitabil și chiar parte necesară a activității de stat, însă mulți americani consideră că războiul pentru a prezerva sau a schimba balanță puterii este imoral. 
Realismul nu distinge între state bune și state rele. Viziunea realistă accentuează faptul că toate statele sunt la fel, nevoia de a atinge același obiectiv:maximizarea puterii. În Războiul Rece nu ar fi existat nicio diferența între SUA și URSS în termeni de moralitate, pentru simplul motiv că moralitatea în relațiile internaționale nu este o tema realistă. 
Realismul obligă la evaluarea avantajelor pe care le pot aduce participarea la alianțe și intervenția activă în planul relațiilor internaționale, în timp ce o mare parte dintre americani continuă să creadă că implicarea SUA în problemele Europei nu este în interesele acestora. Americanii sunt împotriva alianțelor de orice fel, deoarece amestecă statele în bătălii care nu sunt ale lor.

## Istoria

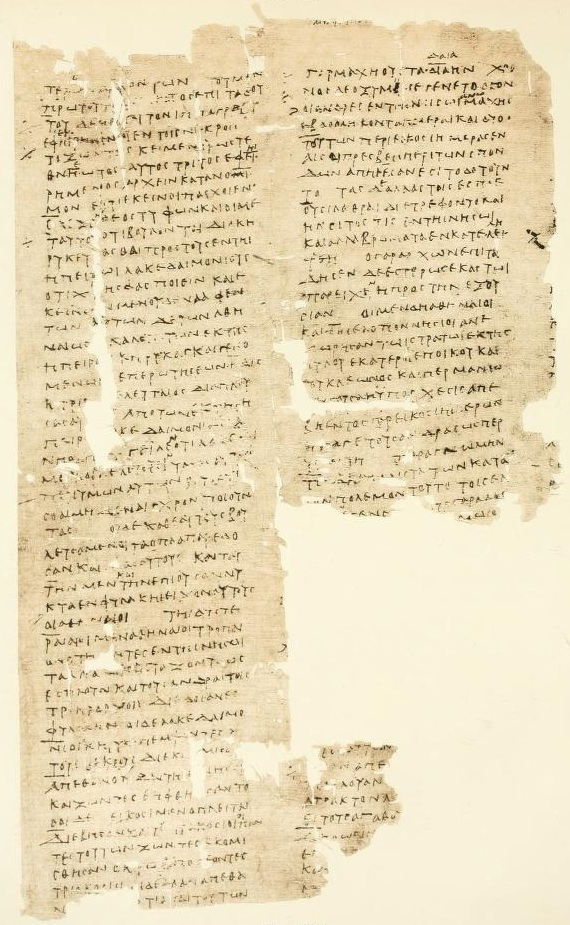
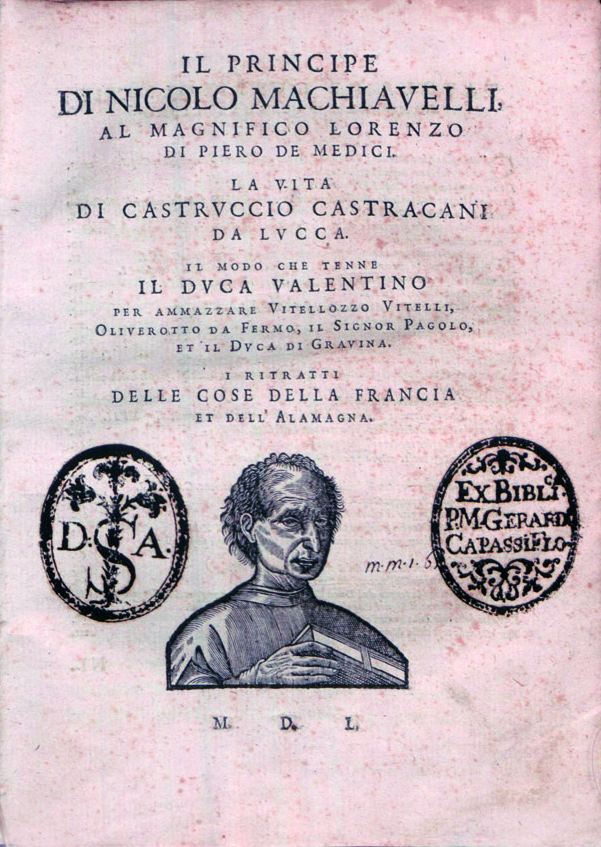
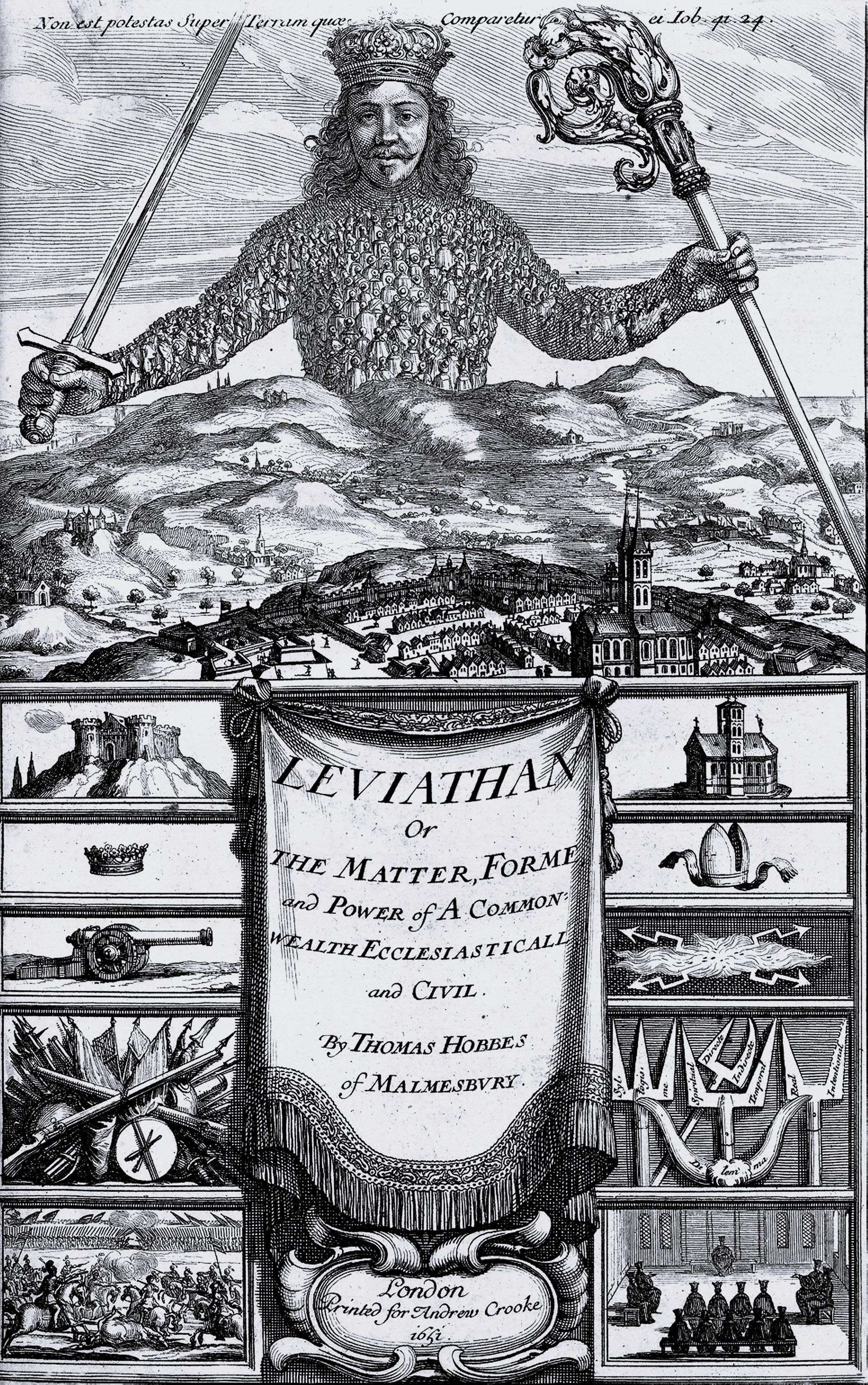

În timp ce Realismul,  ca o disciplină formală în relațiile internaționale, nu a ajuns până la al doilea război mondial, ipotezele sale primare au fost exprimate în scrieri anterioare:  
- Tucidide , un istoric grec antic care a scris Istoria Războiului peloponesiac  care este  citat  ca un stramos intelectual de Realpolitic .
- Chanakya (sau Kautilya)  om de stat indian și autor al  Arthashastra .
- Ibn Khaldun , un istoriograf arab musulman și istoric, precum și unul dintre părinții fondatori ai istoriografiei   modernee  Muqaddimah,  o istorie universală  .
- Han Feizi , savant chinez care a teoretizat Legalismul (sau Legismul) și care a servit la curtea Regelui unificator Qin-mai târziu, imparat al  Chinei.  Scrierile sale includ cele două intrumente: pedepsele si recompensele  . El a teoretizat despre un conducător neutru,   care va acționa manipulator în calitate de șef al statului în timp ce controlul secret  al executivului  miniștrii  lui    își asuma responsabilitatea reală pentru orice politică.
- Niccolò Machiavelli , un filozof politic italian, care a scris Il Principe ( Prințul ), în care acesta a considerat că unicul scop al unui prinț (politician) a fost să caute putere, indiferent de considerente religioase sau etice.
- Cardinalul Richelieu , om de stat francez care a distrus fracționismul intern și a ghidat Franța la o poziție dominantă în afacerile externe.
- Thomas Hobbes , un filosof englez care a scris Leviathanul în care a declarat ca starea naturala este predispusa la un "război al tuturor împotriva tuturor".
- Frederic al II-lea al Prusiei  , monarhul prusac care a transformat Prusia într-o mare putere europeană prin război și diplomație.
- Charles Maurice de Talleyrand-Périgord , diplomat francez care a condus Franța și Europa printr-o varietate de sisteme politice.
- Klemens Wenzel von Metternich , om de stat austriac  care s-a opus politicii revolutionare
- Carl von Clausewitz , teoretician general și militar prusac   care a scris  Vom Kriege  .
- Camillo Benso Conte de Cavour , om de stat italian care a reușit prin  diplomatie  sa manevreze  Regatul  Sardiniei, transformand-o intr-o noua putere  in Europa, care a controlat  aproape toata  Italia
- Otto von Bismarck , om de stat prusac care a inventat termenul  de "echilibrul de putere" . Echilibrarea puterii înseamnă menținerea păcii și o atentie acordata realpoliticului pentru evitarea unui curs al inarmarilor
- Susținătorii  realismului al secolului XX  includ Hans Morgenthau , adversarul   războiului din Vietnam , Henry Kissinger , consilierul de Securitate Națională și secretar de stat al președintelui Richard Nixon , generalul francez și președintele Charles de Gaulle , și liderul sovietic Iosif Vissarionovici Stalin  .

### Realismul clasic
Realismul clasic (cunoscut și drept "Școala de la Chicago" sau "Realism politic") a devenit un nou simț al realității după cel de-Al Doilea Război Mondial. Eșecul statelor bazate pe ideologii puternic idealiste (Axa centrală) a contribuit la o vastă deziluzionare a populației. Ideile centrale ale realismului clasic sunt lupta pentru maximizarea puterii, statele suverane sunt principalii actori, nu există autoritate superioară, sistemul este anarhic, acțiunile statelor au la baza natura umană care este egoistă și nu poate fi schmbata, prioritatea securității, lupta pentru supraviețuire. 
Hans Morgenthau este părintele fondator al realismului, fiind unul dintre primii teoriticieni care a dat formă clară acestui model de gândire politic în lucrarea "Politică între națiuni: lupta pentru putere și lupta pentru pace". 
Societatea este guvernată de legi obiective conform lucrării, iar toți actorii de pe scenă internațională caută maximiuzarea puterii. O guvernare eficientă, lipsită de o emotivitate necesită evaluarea politicienilor după efectul pe care l-ar putea avea asupra propriei puteri și după standarde morale. Autorul consideră că una dintre caracteristicile principale ale naturii umane este lăcomia de putere. Omul este un animal politic.
În lucrarea "Șase principii ale realismului politic", este un set de reguli care stau la baza teoriei clasice a realismului: 
- politica fiind guvernată de legi obiective din natura umană
- elementul central al politicii internaționale este interesul puterii
- interesul este un element obiectiv și universal
- principiile morale universale nu pot fi aplicate
- aspirațiile de ordin moral ale unui stat nu sunt aceleași ca legile morale universale
- sfera politică este autonomă

Reprezentanți ai realismului clasic sunt:
- Hans Morgenthau
- George F. Kennan
- Nicholas Spykman
- Herman Kahn
- E. H. Carr
- Reinhold Niebuhr
- John H. Herz
- Arnold Wolfers
- Charles Beard
- Walter Lippmann

### Realismul ofensiv
Marile puteri sunt actorii principali în politică internațională ce caută să atingă maximumul de putere și obținerea unei hegemonii pasive. 
Tensiunea legată de securitate dintre marile puteri se datorează sistemului internațional anarhic și nu naturii umane, după cum afirmă Morgenthau. 
În lucrarea lui John Mearsheimer-Tragedia politicii marilor puteri, se susține că puterile, pentru a obține autoritatea, trebuie să obțină hegemonia. 
- sistemul internațional este anarhic
- statele dețin arme de distrugere în masă
- niciun stat nu poate fi sigur că un alt stat nu va comite acțiuni militare împotriva sa, intențiile fiind greu de anticipat
- obiectivul principal este supraviețuirea și obținerea hegemoniei pentru a scădea șansele unui atac
- statele sunt actori raționali ce caută echilibarea balanțelor puterii în favoarea acestora

### Școala englezăsauraționalismul
- Hedley Bull
- Martin Wight

### Neorealismul sau realismul structural
- Robert Jervis - Realismul defensiv;
- Kenneth Waltz - Realismul defensiv;
- Stephen Walt - Realismul defensiv;
- John Mearsheimer - Realismul ofensiv;
- Robert Gilpin - Teoria hegemonului.

### Realismul neoclasic
- Randall Schweller
- Fareed Zakaria
- Thomas J. Christensen
- William Wohlforth
- Aaron Friedberg
- Nicholas Rengger

## Alianțele în viziunea realistă

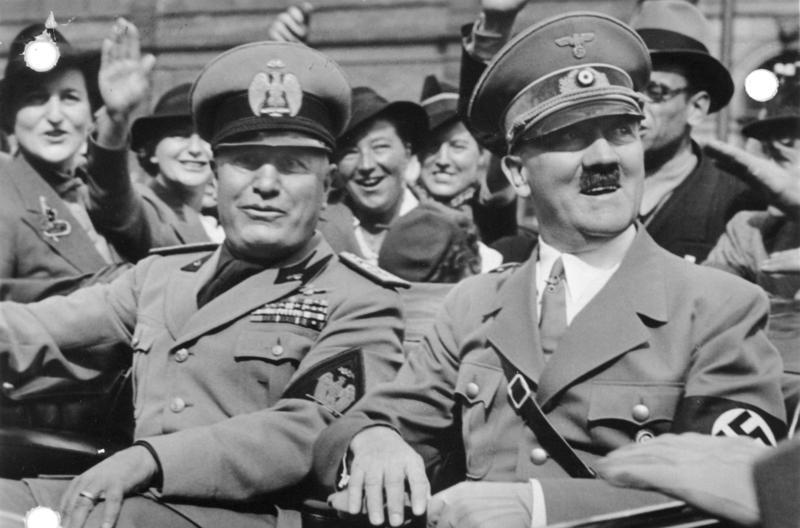

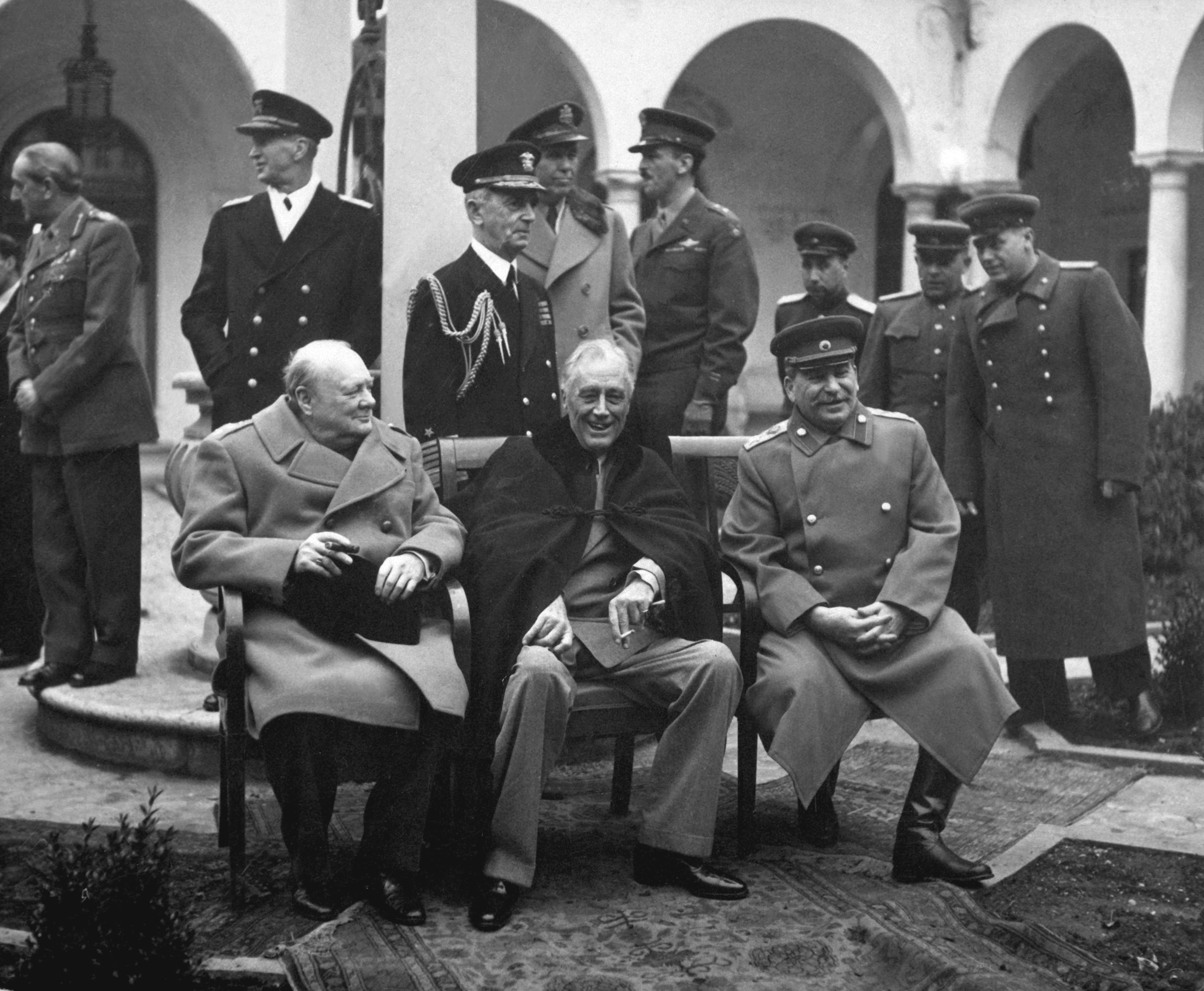

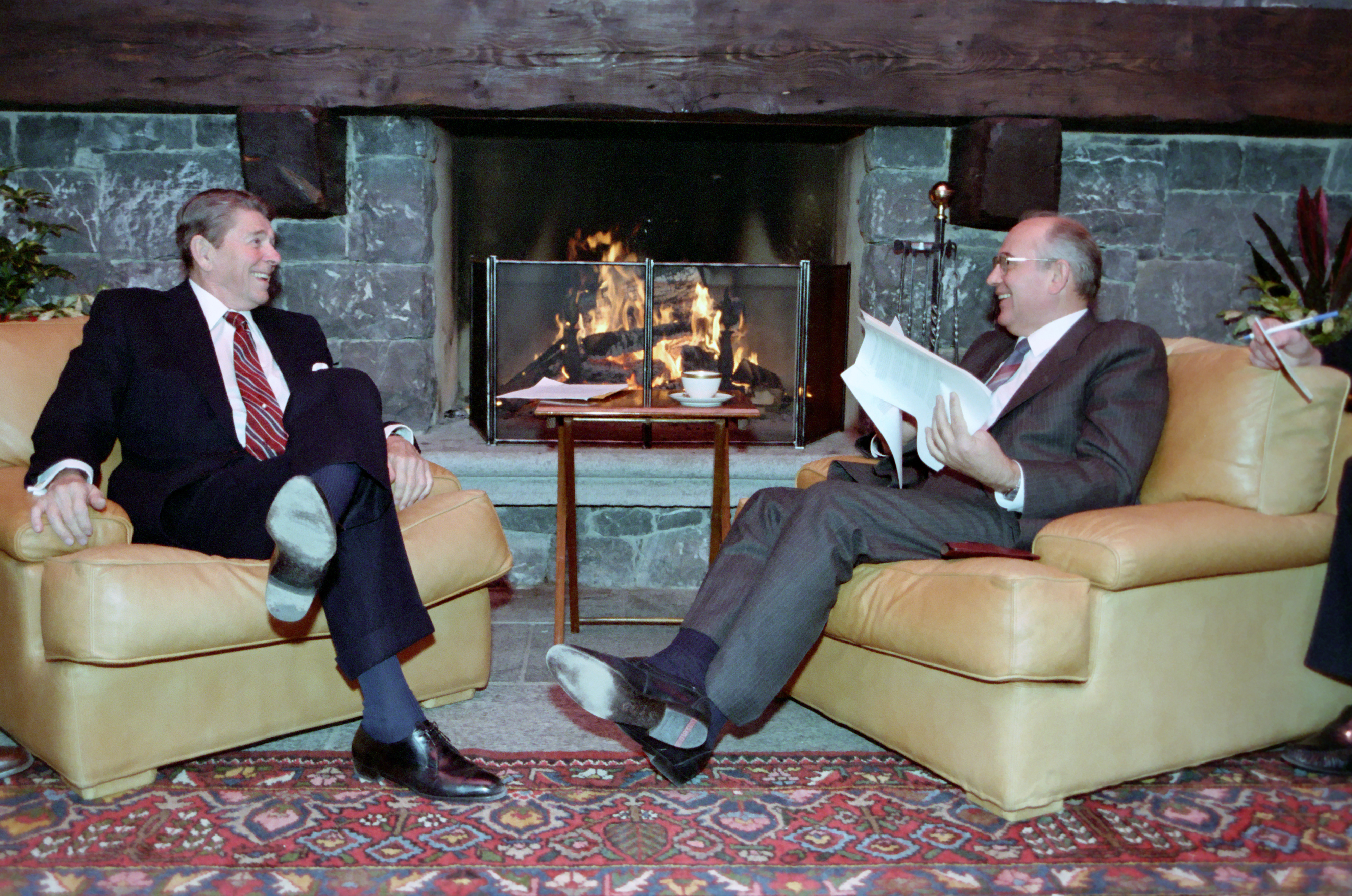

Sunt patru optiuni pentru intarirea statului:
- inarmarea
- formarea aliantelor pentru a-si combina armamemtele cu ale celorlalte state aliate, achizitia de putere fiind in primul rand achizitie de putere militara
- schimbarea partenerilor de alianta pentru a mentine balanta puterii, de aceea, aliantele trebuie sa fie fluide, interesul national fiind vesnic prioritar
- negocierea controlului armamentelor si acordurilor de dezarmare pentru a reduce pericolul reprezentat de armamentele adversarilor

Alianțele pot fi :
- avantajoase
- dezavantajoase
- periculoase

Pentru Stephen Walt, definiția alianței este relativ simplă: „definesc alianța ca o relație formală sau informală în materie de cooperare pe probleme de securitate între două sau mai multe state suverane”.
Sistemul internațional este un sistem multiplu de state în care funcționează entități distincte, suverane.
Hans Morgentaub sustine ca  „alianțele sunt o funcție necesară a echilibrului de putere care funcționează într-un sistem multiplu de state”.
Alianțe – „asociații formale de state pentru folosirea (sau nefolosirea) forței militare în scopul asigurării securității expansiunii membrilor lor împotriva unor alte state” (Snyder)
„Ori de câte ori a existat un sistem de suveranități multiple în istoria cunoscută, unele din entitățile naționale au intrat în alianțe atunci când s-au confruntat cu conflicte.” (Wolfes)
Dacă se întâmplă să fii atacat, atunci să-ți poți înfrânge oponentul.	Morgentaub precizează că acest lucru se întâmpla cu mult înainte de izbucnirea conflictului respectiv.
Alianțele sunt tipic împotriva a ceva sau cineva și numai derivativ pentru ceva sau cineva. (Liska)
Principalul beneficiu al unei alianțe este securitatea. (Snyder)
- descurajarea unui atac
- capacitate de apărare sporită în cazul producerii unui atac
- prevenirea apropierii dintre actualii aliați și actualii adversari

Lordul Palmerston a arătat în 1848 că statele „nu trebuie să aibă aliați eterni și nici inamici eterni”. Singura lor datorie este să-și urmărească interesul național.
Principalul risc care definește participarea la o alianță este acela că statul își asumă o obligație care poate deveni mai târziu dezavantajoasă.Poți fi atras în conflicte care nu sunt ale tale. Libertatea de acțiune este redusă considerabil.
„Situația la un moment dat nu este niciodată la fel ca situația care va exista cinci ani mai târziu, într-adevăr este ceva semnificativ diferit, chiar dacă etapele prin care se produce schimbarea sunt rareori vizibile la momentul respectiv. De aceea oamenii de stat înțelepți și experimentați se feresc de regulă de angajamente care, la un moment dat, pot constitui limitări ale comportamentului unui guvern la o dată necunoscută în viitor, în fața unei situații neprevăzute.” (George Kennan)
Principalul risc care definește participarea la o alianță este acela că statul își asumă o obligație care poate deveni mai târziu dezavantajoasă: Entanglement.
În esență, în SUA,  alianțele sunt văzute ca fiind dezavantajoase.		
Alianțele pot fi periculoase:
- Alianțele permit statelor agresive să acumuleze resurse pentru războaie ofensive. Alianțele nu opresc războiul pentru că statele agresive se vor comportant și mai agresiv dacă pot conta pe sprijinul aliaților lor. Așa cum spunea Hitler  „orice alianță al cărei scop nu este intenția de a purta război este fără sens și inutilă”.
- Alianțele amenință  pe inamici și îi determină să formeze contraalianțe, cu rezultanta că ambele coaliții se vor găsi cu securitatea diminuată și în fața unui pericol de război crescut.
- Formarea alianțelor poate împinge state neutre în coaliții opuse. Mai mult, Thomas Jefferson avertiza că alianțele sunt „entangling”, adică te pot implica în situații la care nu vrei să participi, pe principiul că trebui să mergi în ajutorul aliatului și astfel ești atras în războaiele partenerilor tăi, care nu sunt și ale tale.
- Odată formată alianța, aliații trebuie să controleze comportamentul partenerilor din alianță și să-i împiedice pe cei mai razboinici să folosească alianța pentru a-și regla prin forță diferendele cu alte state din afara alianței.
- Există întotdeauna posibilitatea ca aliatul de astăzi să devină inamicul de mâine. Statele sunt inamici naturali, nu există prieteni sau adversari veșnici. Conform unui studiu făcut de Russet și Starr, în 1989, între Congresul de la Viena din 1815 și 1960, „mai mult de 25 % din partenerii de coaliție au mers, în cele din urmă, unii împotriva celorlalți.

Când vorbim despre alianțe, în mod inevitabil, la pachet cu ele, este echilibrul puterii. Există această conștiință a faptului că poți avea pace atâta vreme cât puterea în sistem este astfel distribuită încât să nu pericliteze echilibrul. Statele nu trebuie să devină nici prea slabe, nici prea puternice, orice dezechilibru ducând la război. Mijlocul prin care echilibrezi puterea în sistem este încheierea unor alianțe.
Există un factor foarte important într-un sistem internațional marcat din perspectiva realismului politic de această realitate a existenței alianțelor și, în consecință, a echilibrului de putere.Ca să poți realiza o distribuție echilibrată a puterii, într-un sistem de independențe multiple care își maximizează potențialul în alianțe parohiale diferite, întotdeauna există o țară cu numele de „balancer”, care se ocupă cu menținerea echilibrului.	
O astfel de țară este o mare putere care nu acceptă ca o altă putere să domine în zona ei de influență ca o condiție esențială a supraviețuirii ei într-un mediu ostil.	
Balancerul este țara care înclină balanța într-o parte sau alta a puterii.	
Churchill a arătat în 1948 că Marea Britanie a fost un astfel de balancer „de 400 de ani politica externă a Angliei a fost aceea de a se opune celei mai puternice, celei mai agresive, celei mai dominante puteri de pe continent, alăturându-se statelor mai slabe.”
Sunt șase reguli care trebuie urmate de state completând astfel rolul jucat de "balancer"
1. Să-și sporească potențialul, dar să negocieze mai degrabă decât să lupte
2. Să lupte mai degrabă decât să eșueze în a-și spori capabilitățile
3. Să oprească lupta mai degrabă decât să elimine un actor esențial
4. Să se opună oricărei coaliții sau actor individual care are tendința de a-și asuma o poziție predominantă în sistem
5. Să exercite constrângeri asupra actorilor care subscriu la principii organizaționale supranaționale
6. Să permită actorilor naționali esențiali, învinși sau constrânși, să reintre în sistem ca parteneri cu rol acceptabil

Statele trebuie să dețină informații ample și pretinente cu privire la motivația, obiectivele și capabilitățile celorlalte state.
„Politica balanței puterii prevaleaeză ori de câte ori două și numai două cerințe sunt îndeplinite: ordinea să fie anarhică și populată cu entități care doresc să supraviețuiască.” (Waltz)
Condiții adiționale:
1. Să existe un număr suficient de mare de state independente care să facă posibile formarea și disoluția rapidă a alianțelor.
2. Aria geografică să fie limitată.
3. Liderii naționali să aibă libertate de acțiune.
4. Să existe o egalitate relativă în ceea ce privește capabilitățile statelor.
5. Să existe o cultură comuină politică în care regulile sistemului sunt recunoscute și respectate.
6. O minimă omogenitate printre membrii sistemului.
7. Să existe o tehnologie a armamentelor care inhibă mobilizarea rapidă pentru război; scoate din discuție „atacul de primă lovire” care înfrânge inamicul înainte ca acesta să poată organiza o ripostă și reduce perspectiva unor războaie de anihilare.
8. Absența unor instituții internaționale sau supranaționale capabile să se amestece în modul în care statele își configurează și reconfigurează alianțele.

Unipolaritatea: -în 1945, SUA aveau un PIB egal cu jumătate din PIB-ul combinat al tuturor națiunilor lumii. SUA erau singura putere care deținea arma atomică.
Bipolaritatea: 	Distribuția bipolară a puterii; 
- Polaritate = Concentrare a puterii;
- Bipolaritate = Distribuția puterii între doi actori dominanți.

Uniunea Sovietică testează prima bombă termonucleară în 1953, la mai puțin de un an după SUA, după ce realizase o capabilitate atomică încă din 1949.
Bipolicentrism (1960-1970):SUA și URSS continuă să dețină superioritate militară, iar aliații lor să depindă masiv de ele în asigurarea propriei securități, dar apare o capacitate de manevră sporită pentru aliați (Franța, România sau Franța, URSS).Încă din 1960 Franța detonează prima ei bombă atomică. Secretarul de Stat Adjunct al SUA, Lawrence Eaglebarger, 1989: „Ne mișcăm acum spre o (...) lume în care puterea și influența sunt răspândite între mai multe state – o lume multipolară.”